# Hornsby Bend
Hornsby Bend – jednostka osadnicza w Stanach Zjednoczonych, w stanie Teksas, w hrabstwie Travis.